# HP FOCUS
FOCUS — мікропроцесор компанії Hewlett-Packard, випущений на ринок у 1982 році. Був першим комерційним повністю 32-розрядним мікропроцесором, виконаним на одному кристалі (32-розрядні процесори конкурентів, як-от DEC, IBM, Prime Computer і інших, будувалися на основі секційної архітектури, тобто складалися більше ніж з одної мікросхеми). Набір FOCUS (власне центральний процесор, процесор вводу-виводу (IOP), контролер пам'яті (MMU), 16 кБ x8 динамічної оперативної пам'яті, і мікросхема таймера) складав основу лінії робочих станцій і серверів HP 9000 Series 500 (серія була початково представлена як HP 9020, неофіційно також називалася HP 9000 Series 600). Процесор мав стекову архітектуру, приблизно 220 інструкцій (як 32-розрядних, так і 16-розрядних), модель пам'яті з сегментацією, і не містив регістрів загального призначення.
На дизайн процесора FOCUS значною мірою вплинув інший проєкт 16-розрядного процесора на основі кремнію на сапфірі, також розробленого HP для використання у машинах серії HP 3000.
Щільність компонентів процесора, виконаних за технологією NMOS-III, була досить високою, і через це мікросхема мала проблеми з перегрівом. Щоб покращити розсіювання тепла, процесор монтувався на спеціальній друкованій платі, де також була закріплена мідна пластина товщиною близько 1 мм.
Реалізація процесора — на основі мікрокоду. Ширина слова мікропрограми — 38 біт, а обсяг пам'яті мікропрограми — 9000 слів. Усі внутрішні шини даних і регістри були 32-розрядними. Процесор мав близько 450 000 польових транзисторів.